# Liste de photographes albanais
- Agim Verzivolli
- Ali Bakiu : (1911 - 1981),
- Angjelin Nënshati :
- Besim Fusha
- Burim Myftiu
- Dhimitër Mborja-Bratko : (1903 - 1990)
- Enver Bylykbashi
- Fadil Berisha
- Fahredin Spahija
- Gjon Mili
- Kolë Idromeno : (1860 - 1939)
- Jani Ristani : (1913 - )
- Kristaq Sotiri
- Mandi Koçi : (1912 - 1982)
- Mat Kodheli : (1862-1881)
- Mentor Zajmi
- Mihal Popi : (1909-1979)
- Mikel Kodheli : (1870-1940)
- Misto Cici : (1902 - ?)
- Ndoc Kodheli
- Niko Stefani
- Niko Xhufka
- Petrit Daku
- Petrit Kumi : (1930 - )
- Petrit Ristani
- Petro Dhimitri : (1861-1946)
- Piro Naçe
- Pjeter Marubi : (1834 - 1904)
- Rakip Zeneli
- Roland Tasho
- Vasil Ristani
- Ornela Vorpsi